# Noratus
Noratus là một đô thị thuộc tỉnh Gegharkunik, Armenia. Dân số ước tính năm 2011 là 6825 người.